# 박종환 (1904년)
박종환(朴鍾煥, 1904년 1월 17일 청도 ~ ?)은 대한민국의 정치인이다. 조선 말기 관상가 박유붕(朴有鵬)의 후손이다.

## 이력
- 1922년 경성중앙고등보통학교 졸업
- 1936년 일본 주오 대학교 법학과를 나왔다.
- 1948년 5월 10일 : 제헌 국회의원(경북 청도)
- 한국 전쟁 때 납북되었다.

## 역대 선거 결과
|  | 51.78% |

|  | 9.49% |

## 참고자료
- 《대한민국 의정총람》, 국회의원총람발간위원회, 1994년
- 박종환 - 대한민국헌정회